# Lista de recordes da NBA
Este artigo é uma lista de recordes da National Basketball Association (NBA) reconhecidos pela liga, seja de franquias quanto de jogadores, incluindo marcas da carreira, ao longo da temporada regular, dos playoffs, das finais e de uma única partida.

## Franquias
Recorde positivo
      Recorde negativo
As franquias da NBA são as equipes que compõem a National Basketball Association (NBA), a liga profissional de basquete dos Estados Unidos. Cada franquia representa uma cidade ou região específica e compete anualmente pelo título da NBA.
|                                                                          | Nome                                             | Data / Temporada | Detalhes                                            | Ref.         | Imagem |
| ------------------------------------------------------------------------ | ------------------------------------------------ | --- | --------------------------------------------------- | ------------ | ------ |
| Franquia mais vencedora (campeonato)                                     | Boston Celtics                                   | 1957, 1959, 1960, 1961, 1962, 1963, 1964, 1965, 1966, 1968, 1969, 1974, 1976, 1981, 1984, 1986, 2008, 2024                                                                                     | 18 campeonatos                                      | [ 2 ] [ 3 ]  |        |
| Franquia que mais venceu jogos                                           | Boston Celtics                                   | até 2023–24 | 3634 vitórias                                       | [ 2 ] [ 3 ]  |        |
| Franquia com mais aparições em finais                                    | Minneapolis / Los Angeles Lakers                 | 1949, 1950, 1952, 1953, 1954, 1959, 1962, 1963, 1965, 1966, 1968, 1969, 1970, 1972, 1973, 1980, 1982, 1983, 1984, 1985, 1987, 1988, 1989, 1991, 2000, 2001, 2002, 2004, 2008, 2009, 2010, 2020 | 32 aparições em finais                              | [ 3 ] [ 4 ]  |        |
| Mais vitórias em uma temporada regular                                   | Golden State Warriors                            | 2015–16 | 73 vitórias                                         | [ 5 ]        |        |
| Mais derrotas em uma temporada regular                                   | Philadelphia 76ers                               | 1972–73 | 73 derrotas                                         | [ 6 ]        |        |
| Melhor campanha em uma temporada regular                                 | Golden State Warriors                            | 2015–16 | 73 vitórias e 9 derrotas (89,02% de aproveitamento) | [ 5 ]        |        |
| Pior campanha em uma temporada regular                                   | Charlotte Bobcats                                | 1972–73 | 7 vitórias e 59 derrotas (10,61% de aproveitamento) | [ 5 ]        |        |
| Mais vitórias consecutivas                                               | Los Angeles Lakers                               | 5 de novembro de 1971 — 7 de janeiro de 1972 | 33 vitórias consecutivas                            | [ 5 ]        |        |
| Mais derrotas consecutivas (temporadas regulares diferentes)             | Philadelphia 76ers                               | 27 de março de 2015 — 29 de novembro de 2015 | 28 derrotas consecutivas                            | [ 6 ]        |        |
| Mais derrotas consecutivas (mesma temporada regular)                     | Detroit Pistons                                  | 30 de outubro de 2023 — 28 de dezembro de 2023 | 28 derrotas consecutivas                            | [ 6 ]        |        |
| Mais vitórias consecutivas em início de temporada regular                | Golden State Warriors                            | 27 de outubro de 2015 — 11 de dezembro de 2015 | 24 vitórias consecutivas                            | [ 5 ]        |        |
| Mais derrotas consecutivas em início de temporada regular                | New Jersey Nets                                  | 28 de outubro de 2009 — 2 de dezembro de 2009 | 18 derrotas consecutivas                            | [ 6 ]        |        |
| Mais derrotas consecutivas em início de temporada regular                | Philadelphia 76ers                               | 28 de outubro de 2015 — 29 de novembro de 2015 | 18 derrotas consecutivas                            | [ 6 ]        |        |
| Mais vitórias consecutivas em final de temporada regular                 | Philadelphia 76ers                               | 15 de março 2018 — 11 de abril de 2018 | 16 vitórias consecutivas                            | [ 5 ]        |        |
| Mais derrotas consecutivas em final de temporada regular                 | Charlotte Bobcats                                | 19 de março 2012 — 26 de abril de 2012 | 23 derrotas consecutivas                            | [ 6 ]        |        |
| Mais vitórias consecutivas em casa (temporadas regulares diferentes)     | Golden State Warriors                            | 31 de janeiro de 2015 — 29 de março de 2016 | 54 vitórias consecutivas                            | [ 5 ]        |        |
| Mais derrotas consecutivas em casa (mesma temporada regular)             | Dallas Mavericks                                 | 6 de novembro de 1993 — 21 de janeiro de 1994 | 19 derrotas consecutivas                            | [ 6 ]        |        |
| Mais vitórias consecutivas fora (mesma temporada regular)                | Los Angeles Lakers                               | 6 de novembro de 1971 — 7 de janeiro de 1972 | 16 vitórias consecutivas                            | [ 5 ]        |        |
| Mais derrotas consecutivas fora (temporadas regulares diferentes)        | Sacramento Kings                                 | 21 de novembro de 1990 — 22 de novembro de 1991 | 43 derrotas consecutivas                            | [ 6 ]        |        |
| Vitória mais larga na temporada regular                                  | Oklahoma City Thunder 79 x 152 Memphis Grizzlies | 2 de dezembro de 2021 | diferença de 73 pontos                              | [ 7 ] [ 8 ]  |        |
| Maior placar na temporada regular                                        | Detroit Pistons 186 x 184 Denver Nuggets         | 13 de dezembro de 1983 | 370 pontos                                          | [ 7 ]        |        |
| Menor placar na temporada regular (antes do set clock)                   | Fort Wayne Pistons 19 x 18 Minneapolis Lakers    | 22 de novembro de 1950 | 37 pontos                                           | [ 9 ]        |        |
| Menor placar na temporada regular da história (depois do set clock)      | Milwaukee Hawks 57 x 62 Boston Celtics           | 27 de fevereiro de 1955 | 119 pontos                                          | [ 7 ] [ 10 ] |        |
| Maior pontuação em um jogo na temporada regular                          | Detroit Pistons                                  | 13 de dezembro de 1983 | 186 pontos                                          | [ 7 ]        |        |
| Menor pontuação em um jogo na temporada regular (depois do set clock)    | Chicago Bulls                                    | 10 de abril de 1999 | 49 pontos                                           | [ 7 ]        |        |
| Maior média de pontos em uma temporada regular                           | Denver Nuggets                                   | 1981–82 | 126,48 pontos/jogo                                  | [ 7 ]        |        |
| Menor média de pontos em uma temporada regular (depois do set clock)     | Chicago Bulls                                    | 1998–99 | 81,90 pontos/jogo                                   | [ 7 ]        |        |
| Mais jogos consecutivos marcando 100 pontos ou mais na temporada regular | Denver Nuggets                                   | 21 de janeiro de 1981 — 8 de dezembro de 1982 | 136 jogos consecutivos                              | [ 7 ]        |        |

## Jogadores
|                                                | Nome             | País           | Ano                    | Detalhes                                   | Ref.   | Imagem |
| ---------------------------------------------- | ---------------- | -------------- | ---------------------- | ------------------------------------------ | ------ | ------ |
| Jogador com mais títulos                       | Bill Russell     | Estados Unidos | de 1957 a 1969         | 11 campeonatos                             | [ 11 ] |        |
| Mais jogos disputados em temporadas regulares  | Robert Parish    | Estados Unidos | de 1976 a 1997         | 1.611 partidas disputadas em 21 temporadas | [ 12 ] |        |
| Mais temporadas regulares disputadas           | Vince Carter     | Estados Unidos | de 1998–99 a 2019–2020 | 22 temporadas                              | [ 13 ] |        |
| Mais temporadas regulares disputadas           | LeBron James     | Estados Unidos | de 2003-04 a presente  | 22 temporadas                              |        |        |
| Mais jogos disputados em uma temporada regular | Walt Bellamy     | Estados Unidos | 1968–69                | 88 jogos                                   | [ 12 ] |        |
| Mais jovem a entrar em quadra                  | Andrew Bynum     | Estados Unidos | 2005                   | 18 anos e 6 dias                           | [ 14 ] |        |
| Mais alto da história                          | Gheorghe Mureşan | Roménia        | de 1993 a 2000         | 2,31 m                                     | [ 15 ] |        |
| Mais alto da história                          | Manute Bol       | Sudão          | de 1985 a 1995         | 2,31 m                                     | [ 16 ] |        |
| Mais baixo da história                         | Muggsy Bogues    | Estados Unidos | de 1987 a 2001         | 1,60 m                                     | [ 17 ] |        |
| Mais jovem a ganhar o MVP                      | Derrick Rose     | Estados Unidos | 2010–2011              | 22 anos e 191 dias                         | [ 18 ] |        |
| Mais velho a ganhar o MVP                      | Karl Malone      | Estados Unidos | 1998–1999              | 35 anos e 284 dias                         | [ 19 ] |        |

### Pontuação/cestas
|                                                                      | Nome             | País           | Ano                                                           | Detalhes      | Ref.          | Imagem |
| -------------------------------------------------------------------- | ---------------- | -------------- | ------------------------------------------------------------- | ------------- | ------------- | ------ |
| Maior cestinha da temporada regular                                  | LeBron James     | Estados Unidos | de 2003–presente                                              | 41.072 pontos | [ 20 ]        |        |
| Mais temporadas como o maior cestinha da temporada regular           | Michael Jordan   | Estados Unidos | 1984–1985; de 1986–1987 a 1992–1993; de 1995–1996 a 1997–1998 | 11 temporadas | [ 20 ] [ 21 ] |        |
| Mais temporadas como o maior pontuador por jogo da temporada regular | Michael Jordan   | Estados Unidos | de 1986–1987 a 1992–1993; de 1995–1996 a 1997–1998            | 10 temporadas | [ 20 ] [ 21 ] |        |
| Maior cestinha dos playoffs                                          | LeBron James     | Estados Unidos | de 2005–2006 a 2017–2018; 2019–2020, 2020–2021 e 2022–2023    | 8023 pontos   | [ 22 ]        |        |
| Maior cestinha dos playoffs em uma temporada                         | Michael Jordan   | Estados Unidos | 1992                                                          | 759 pontos    | [ 23 ]        |        |
| Maior cestinha das finais                                            | Jerry West       | Estados Unidos | 1962, 1963, 1965, 1966, 1968, 1969, 1970, 1972, 1973          | 1679 pontos   | [ 24 ] [ 25 ] |        |
| Maior média de pontos na carreira                                    | Michael Jordan   | Estados Unidos | 1984–1993; 1995–1998; 2000–2002                               | 30,1 pontos   | [ 26 ]        |        |
| Maior média de pontos em uma temporada                               | Wilt Chamberlain | Estados Unidos | 1961                                                          | 50,4 pontos   | [ 27 ]        |        |
| Mais pontos em uma temporada                                         | Wilt Chamberlain | Estados Unidos | 1961–1962                                                     | 4029 pontos   | [ 20 ]        |        |
| Mais cestas consecutivas feitas em um jogo                           | Wilt Chamberlain | Estados Unidos | 17 de fevereiro de 1967                                       | 35 cestas     | [ 28 ]        |        |
| Mais jogos com 50 pontos ou mais em uma temporada                    | Wilt Chamberlain | Estados Unidos | 1961–1962                                                     | 45 jogos      | [ 20 ]        |        |
| Mais jogos consecutivos com 50 pontos ou mais                        | Wilt Chamberlain | Estados Unidos | 16 de dezembro de 1961 – 29 de dezembro de 1961               | 7 jogos       | [ 20 ]        |        |
| Maior pontuação em um jogo de temporada regular                      | Wilt Chamberlain | Estados Unidos | 2 de março de 1962                                            | 100 pontos    | [ 27 ] [ 20 ] |        |
| Maior pontuação em um jogo de playoffs                               | Michael Jordan   | Estados Unidos | 20 de abril de 1986                                           | 63 pontos     | [ 29 ]        |        |
| Maior pontuação em um jogo das finais                                | Elgin Baylor     | Estados Unidos | 14 de abril de 1962                                           | 61 pontos     | [ 30 ]        |        |
| Maior pontuação em um quarto de uma partida                          | Klay Thompson    | Estados Unidos | 23 de janeiro de 2015                                         | 37 pontos     | [ 20 ] [ 31 ] |        |
| Maior pontuação em uma prorrogação                                   | Gilbert Arenas   | Estados Unidos | 17 de dezembro de 2006                                        | 16 pontos     | [ 20 ]        |        |

### Lances livres
|                                                                               | Nome             | País           | Data / Temporada                           | Detalhes                               | Ref.          | Imagem |
| ----------------------------------------------------------------------------- | ---------------- | -------------- | ------------------------------------------ | -------------------------------------- | ------------- | ------ |
| Melhor percentual de lances livres convertidos em temporadas regulares        | Stephen Curry    | Estados Unidos | de 2009–10 a 2023–24                       | 90,98%                                 | [ 32 ]        |        |
| Mais lances livres convertidos em temporadas regulares                        | Karl Malone      | Estados Unidos | de 1985–86 a 2003–2004                     | 9787 (74,2%)                           | [ 33 ]        |        |
| Mais lances livres convertidos em uma temporada                               | Jerry West       | Estados Unidos | 1965–66                                    | 840 acertos                            | [ 33 ]        |        |
| Melhor percentual de lances livres convertidos em uma temporada               | José Calderón    | Espanha        | 2008–09                                    | 98,05% (151 acertos em 154 tentativas) | [ 32 ] [ 18 ] |        |
| Calouro com melhor percentual de lances livres convertidos em uma temporada   | Ernie DiGregorio | Estados Unidos | 1973–74                                    | 90,16%                                 | [ 32 ]        |        |
| Mais temporadas com o melhor percentual de lances livres convertidos          | Bill Sharman     | Estados Unidos | de 1952–53 a 1956–57, de 1958–59 a 1960–61 | 7 temporadas                           | [ 32 ]        |        |
| Mais temporadas seguidas com o melhor percentual de lances livres convertidos | Bill Sharman     | Estados Unidos | de 1952–53 a 1956–57                       | 5 temporadas                           | [ 32 ]        |        |
| Mais lances livres convertidos seguidos em uma partida                        | James Harden     | Estados Unidos | 3 de dezembro de 2019                      | 24 acertos                             | [ 32 ]        |        |
| Mais lances livres não convertidos seguidos em uma partida                    | Shaquille O'Neal | Estados Unidos | 8 de dezembro de 2000                      | 11 erros                               | [ 32 ]        |        |

### Bolas de 3 pontos
|                                                                             | Nome           | País           | Data / Temporada                                | Detalhes                              | Ref.          | Imagem |
| --------------------------------------------------------------------------- | -------------- | -------------- | ----------------------------------------------- | ------------------------------------- | ------------- | ------ |
| Mais cestas de 3 pontos convertidas (carreira)                              | Stephen Curry  | Estados Unidos | de 2019–10 até a atualidade                     | mais de 4000 cestas                   | [ 34 ]        |        |
| Mais temporadas como o maior pontuador de 3 pontos em uma temporada regular | Stephen Curry  | Estados Unidos | de 2012–13 a 2016–17, 2020–21, 2021–22, 2023–24 | 8 temporadas                          | [ 34 ] [ 35 ] |        |
| Mais cestas de 3 pontos convertidas em uma temporada regular                | Stephen Curry  | Estados Unidos | 2015–16                                         | 402 cestas                            | [ 34 ]        |        |
| Calouro com mais cestas de 3 pontos convertidas em uma temporada regular    | Keegan Murray  | Estados Unidos | 2022–23                                         | 206 cestas                            | [ 34 ]        |        |
| Mais cestas de 3 pontos convertidas em uma partida da temporada regular     | Klay Thompson  | Estados Unidos | 29 de outubro de 2018                           | 14 cestas                             | [ 34 ]        |        |
| Mais cestas de 3 pontos convertidas em uma partida dos playoffs             | Damian Lillard | Estados Unidos | 1 de junho de 2021                              | 12 cestas                             | [ 36 ]        |        |
| Mais cestas de 3 pontos convertidas nos playoffs (em apenas uma temporada)  | Stephen Curry  | Estados Unidos | 2015                                            | 98 cestas                             | [ 37 ]        |        |
| Mais cestas de 3 pontos convertidas nos playoffs (em apenas uma temporada)  | Klay Thompson  | Estados Unidos | 2016                                            | 98 cestas                             | [ 37 ]        |        |
| Mais cestas de 3 pontos convertidas nos playoffs (na história)              | Stephen Curry  | Estados Unidos | de 2013 a 2023                                  | 618 cestas                            | [ 38 ]        |        |
| Melhor percentual de 3 pontos convertidos                                   | Steve Kerr     | Estados Unidos | de 1988 a 2003                                  | 45,4% (726 feitas em 1599 tentativas) | [ 39 ]        |        |
| Mais cestas de 3 pontos convertidas em finais (na história)                 | Stephen Curry  | Estados Unidos | 2015, 2016, 2017, 2018, 2019 e 2022             | 152 cestas                            | [ 40 ]        |        |
| Mais cestas de 3 pontos convertidas em finais (na série)                    | Stephen Curry  | Estados Unidos | 2016                                            | 32 cestas                             | [ 41 ]        |        |
| Mais cestas de 3 pontos convertidas em finais (em apenas uma partida)       | Stephen Curry  | Estados Unidos | 3 de junho de 2018                              | 9 cestas                              | [ 42 ]        |        |

### Tempo em quadra
|                                                               | Nome             | País           | Ano                   | Detalhes       | Ref.   | Imagem |
| ------------------------------------------------------------- | ---------------- | -------------- | --------------------- | -------------- | ------ | ------ |
| Mais tempo em quadra na carreira (temporadas regulares)       | LeBron James     | Estados Unidos | de 2003 a 2024        | 57.447 min     | [ 43 ] |        |
| Mais tempo em quadra na carreira (playoffs)                   | LeBron James     | Estados Unidos | de 2003 a 2021        | 11.035 min     | [ 44 ] |        |
| Mais tempo em quadra em uma temporada regular                 | Wilt Chamberlain | Estados Unidos | 1961-62               | 3.882 min      | [ 43 ] |        |
| Mais tempo em quadra em um playoff                            | Richard Hamilton | Estados Unidos | 2005                  | 1.079 min      | [ 45 ] |        |
| Calouro com mais tempo em quadra em uma temporada regular     | Elvin Hayes      | Estados Unidos | 1968-69               | 3.695 min      | [ 43 ] |        |
| Mais tempo médio em quadra na carreira (temporadas regulares) | Wilt Chamberlain | Estados Unidos | de 1959 a 1973        | 45,80 min/jogo | [ 43 ] |        |
| Mais tempo médio em quadra em uma temporada regular           | Wilt Chamberlain | Estados Unidos | 1961-62               | 48,52 min/jogo | [ 43 ] |        |
| Calouro com mais tempo médio em quadra (temporada regular)    | Wilt Chamberlain | Estados Unidos | 1959-60               | 46,36 min/jogo | [ 43 ] |        |
| Mais tempo jogado em uma só partida (temporada regular)       | Dale Ellis       | Estados Unidos | 9 de novembro de 1989 | 69 min         | [ 43 ] |        |

### Assistências
|                                                                         | Nome             | País           | Ano                                                  | Detalhes                | Ref.          | Imagem |
| ----------------------------------------------------------------------- | ---------------- | -------------- | ---------------------------------------------------- | ----------------------- | ------------- | ------ |
| Mais assistências em temporadas regulares                               | John Stockton    | Estados Unidos | de 1984 a 2003                                       | 15.806 assistências     | [ 46 ]        |        |
| Mais assistências em playoffs                                           | Magic Johnson    | Estados Unidos | de 1980 a 1991, 1996                                 | 2.346 assistências      | [ 47 ]        |        |
| Mais assistências em finais                                             | Magic Johnson    | Estados Unidos | 1980, 1982, 1983, 1984, 1985, 1987, 1988, 1989, 1991 | 584 assistências        | [ 48 ]        |        |
| Mais assistências em uma temporada regular                              | John Stockton    | Estados Unidos | 1990-91                                              | 1.164 assistências      | [ 46 ]        |        |
| Calouro com mais assistências em uma temporada regular                  | Mark Jackson     | Estados Unidos | 1987–1988                                            | 868 assistências        | [ 46 ]        |        |
| Mais assistências em um playoff                                         | Magic Johnson    | Estados Unidos | 1988                                                 | 303 assistências        | [ 49 ]        |        |
| Mais assistências em um jogo da temporada regular                       | Scott Skiles     | Estados Unidos | 30 de dezembro de 1990                               | 30 assistências         | [ 18 ] [ 46 ] |        |
| Calouro com mais assistências em um jogo da temporada regular           | Ernie DiGregorio | Estados Unidos | 1 de janeiro de 1974                                 | 25 assistências         | [ 46 ]        |        |
| Mais assistências em um jogo dos playoffs                               | Magic Johnson    | Estados Unidos | 15 de maio de 1984                                   | 24 assistências         | [ 50 ]        |        |
| Mais assistências em um jogo dos playoffs                               | John Stockton    | Estados Unidos | 17 de maio de 1988                                   | 24 assistências         | [ 50 ]        |        |
| Maior média de assistências por jogo na carreira (temporadas regulares) | Magic Johnson    | Estados Unidos | de 1979 a 1991, 1996                                 | 11,19 assistências/jogo | [ 46 ]        |        |
| Maior média de assistências por jogo em uma temporada regular           | John Stockton    | Estados Unidos | 1989–90                                              | 14,54 assistências/jogo | [ 46 ]        |        |
| Mais temporadas regulares com o maior número de assistências            | John Stockton    | Estados Unidos | de 1987–88 a 1995–96                                 | 9 temporadas            | [ 46 ]        |        |
| Mais temporadas regulares com o maior número de assistências por jogo   | John Stockton    | Estados Unidos | de 1987–88 a 1995–96                                 | 9 temporadas            | [ 46 ]        |        |

### Rebotes
|                                                                           | Nome             | País           | Data / Temporada                                                 | Detalhes                  | Ref.   | Imagem |
| ------------------------------------------------------------------------- | ---------------- | -------------- | ---------------------------------------------------------------- | ------------------------- | ------ | ------ |
| Mais rebotes em temporadas regulares                                      | Wilt Chamberlain | Estados Unidos | de 1959–60 a 1973–74                                             | 23.924 rebotes            | [ 51 ] |        |
| Mais rebotes ofensivos em temporadas regulares                            | Moses Malone     | Estados Unidos | de 1974-75 a 1994-95                                             | 6.731 rebotes ofensivos   |        |        |
| Mais rebotes defensivos em temporadas regulares                           | Kevin Garnett    | Estados Unidos | de 1995-96 a 2015-16                                             | 11.453 rebotes defensivos |        |        |
| Maior média de rebotes por partida em temporadas regulares                | Wilt Chamberlain | Estados Unidos | de 1959–60 a 1973–74                                             | 22,89 rebotes/jogo        | [ 51 ] |        |
| Mais rebotes em uma temporada regular                                     | Wilt Chamberlain | Estados Unidos | 1960–61                                                          | 2149 rebotes              | [ 51 ] |        |
| Maior média de rebotes por partida em uma temporada regular               | Wilt Chamberlain | Estados Unidos | 1960–61                                                          | 27,20 rebotes/jogo        | [ 51 ] |        |
| Calouro com mais rebotes em uma temporada regular                         | Wilt Chamberlain | Estados Unidos | 1959–60                                                          | 1941 rebotes              | [ 51 ] |        |
| Calouro com a maior média de rebotes por partida em uma temporada regular | Wilt Chamberlain | Estados Unidos | 1959–60                                                          | 26,96 rebotes/jogo        | [ 51 ] |        |
| Mais rebotes em uma só partida em uma temporada regular                   | Wilt Chamberlain | Estados Unidos | 24 de novembro de 1960                                           | 55 rebotes                | [ 51 ] |        |
| Mais temporadas como o maior reboteiro por partida                        | Wilt Chamberlain | Estados Unidos | de 1959–60 a 1962–63, de 1965–66 a 1968–69, de 1970–71 a 1972–73 | 11 temporadas             | [ 51 ] |        |
| Mais temporadas consecutivas como o maior reboteiro (total de rebotes)    | Dwight Howard    | Estados Unidos | de 2005–06 a 2009–10                                             | 5 temporadas              | [ 51 ] |        |
| Mais temporadas consecutivas como o maior reboteiro por partida           | Dennis Rodman    | Estados Unidos | de 1991–92 a 1997–98                                             | 7 temporadas              | [ 51 ] |        |

### Roubadas de bola
|                                                                           | Nome            | País           | Ano                                                  | Detalhes                 | Ref.          | Imagem |
| ------------------------------------------------------------------------- | --------------- | -------------- | ---------------------------------------------------- | ------------------------ | ------------- | ------ |
| Mais roubadas de bola em temporadas regulares                             | John Stockton   | Estados Unidos | de 1984 a 2003                                       | 3.265 roubos de bola     | [ 52 ]        |        |
| Mais roubadas de bola em playoffs                                         | LeBron James    | Estados Unidos | de 2006 a 2021                                       | 454 roubos de bola       | [ 53 ]        |        |
| Mais roubadas de bola em finais                                           | Magic Johnson   | Estados Unidos | 1980, 1982, 1983, 1984, 1985, 1987, 1988, 1989, 1991 | 102 roubos de bola       | [ 54 ]        |        |
| Mais roubadas de bola em uma temporada regular                            | Alvin Robertson | Estados Unidos | 1985–86                                              | 301 roubos de bola       | [ 52 ]        |        |
| Calouro com mais roubadas de bola em uma temporada regular                | Dudley Bradley  | Estados Unidos | 1979–80                                              | 211 roubos de bola       | [ 52 ]        |        |
| Mais roubadas de bola em um playoff                                       | Isiah Thomas    | Estados Unidos | 1988                                                 | 66 roubos de bola        | [ 55 ]        |        |
| Maior média de roubadas de bola em temporadas regulares                   | Alvin Robertson | Estados Unidos | de 1984 a 1997                                       | 2,71 roubos de bola/jogo | [ 52 ]        |        |
| Maior média de roubadas de bola em uma temporada regular                  | Alvin Robertson | Estados Unidos | 1985–86                                              | 3,67 roubos de bola/jogo | [ 52 ]        |        |
| Mais temporadas regulares com o maior número de roubadas de bola          | Chris Paul      | Estados Unidos | 2005–06, 2007–08, 2008–09, 2010–11, 2011–12          | 5 temporadas             | [ 52 ] [ 56 ] |        |
| Mais temporadas regulares com o maior número de roubadas de bola por jogo | Chris Paul      | Estados Unidos | 2007–08, 2008–09, de 2010–11 a 2013–14               | 6 temporadas             | [ 52 ] [ 56 ] |        |

### Tocos
|                                                       | Nome            | País           | Ano            | Detalhes | Ref.   | Imagem |
| ----------------------------------------------------- | --------------- | -------------- | -------------- | --- | ------ | ------ |
| Recordista em tocos                                   | Hakeem Olajuwon | Nigéria        | de 1984 a 2002 | 3.830 tocos | [ 57 ] |        |
| Recordista em tocos na carreira (média por jogo)      | Mark Eaton      | Estados Unidos | de 1982 a 1994 | 3,50 tocos/jogo | [ 57 ] |        |
| Recordista em tocos em uma temporada (média por jogo) | Mark Eaton      | Estados Unidos | 1984–1985      | 5,56 tocos/jogo | [ 57 ] |        |
| Recordista em tocos em uma partida                    | Elmore Smith    | Estados Unidos | 1973–1974      | 17 tocos | [ 18 ] |        |
| Jogador com mais tocos que pontos                     | Manute Bol      | Sudão          |                | É o único jogador da história da NBA a colecionar nas suas estatísticas mais bloqueios do que pontos. Foram 2.086 tocos e 1.599 pontos nas 624 partidas que fez ao longo de dez temporadas | [ 58 ] |        |

### Triplo-duplos
|                                              | Nome              | País           | Ano     | Detalhes          | Ref.   | Imagem |
| -------------------------------------------- | ----------------- | -------------- | ------- | ----------------- | ------ | ------ |
| Recordista de triplo-duplos                  | Russell Westbrook | Estados Unidos | 2021    | 200 triplo-duplos | [ 59 ] |        |
| Recordista de triplo-duplos em uma temporada | Russell Westbrook | Estados Unidos | 2016–17 | 42 triplo-duplos  | [ 60 ] |        |
| Recordista de triplo-duplos em finais        | LeBron James      | Estados Unidos | 2017    | 9 triplo-duplos   | [ 61 ] |        |

### Faltas
|                                                | Nome            | País           | Ano            | Detalhes            | Ref.   | Imagem |
| ---------------------------------------------- | --------------- | -------------- | -------------- | ------------------- | ------ | ------ |
| Recordista em faltas técnicas na carreira      | Karl Malone     | Estados Unidos | de 1985 a 2004 | 332 faltas técnicas | [ 62 ] |        |
| Recordista em faltas técnicas em uma temporada | Rasheed Wallace | Estados Unidos | 2000–2001      | 41 faltas técnicas  | [ 18 ] |        |

### All Star Game / All-Star Weekend
|                                                      | Nome                  | País           | Ano | Detalhes               | Ref.          | Imagem |
| ---------------------------------------------------- | --------------------- | -------------- | --- | ---------------------- | ------------- | ------ |
| Mais vezes selecionado para o NBA All-Star Game      | LeBron James          | Estados Unidos | 2005, 2006, 2007, 2008, 2009, 2010, 2011, 2012, 2013, 2014, 2015, 2016, 2017, 2018, 2019, 2020, 2021, 2022, 2023, 2024 e 2025 | 21 vezes               | [ 63 ] [ 64 ] |        |
| Mais minutos jogados no All-Star Game                | LeBron James          | Estados Unidos | 2005, 2006, 2007, 2008, 2009, 2010, 2011, 2012, 2013, 2014, 2015, 2016, 2017, 2018, 2019, 2020, 2021 e 2022                   | 509 minutos            | [ 63 ]        |        |
| Mais minutos jogados por jogo no All-Star Game       | Bob Pettit            | Estados Unidos | 1955, 1956, 1957, 1958, 1959, 1960, 1961, 1962, 1963, 1964 e 1965                                                             | 32,7 minutos/jogo      | [ 63 ]        |        |
| Mais pontos no All-Star Game                         | LeBron James          | Estados Unidos | 2005, 2006, 2007, 2008, 2009, 2010, 2011, 2012, 2013, 2014, 2015, 2016, 2017, 2018, 2019, 2020, 2021 e 2022                   | 413 pontos             | [ 63 ]        |        |
| Mais pontos por jogo no All-Star Game                | Giannis Antetokounmpo | Grécia         | 2017, 2018, 2019, 2020, 2021 e 2022                                                                                           | 29,0 pontos/jogo       | [ 63 ]        |        |
| Mais pontos em um só jogo no All-Star Game           | Jayson Tatum          | Estados Unidos | 2023 | 55 pontos              | [ 65 ]        |        |
| Mais cestas de 3 pontos convertidas no All-Star Game | James Harden          | Estados Unidos | 2013, 2014, 2015, 2016, 2017, 2018, 2019, 2020 e 2021                                                                         | 39 cestas              | [ 63 ]        |        |
| Mais lances livres convertidos no All-Star Game      | Elgin Baylor          | Estados Unidos | 1959, 1960, 1961, 1962, 1963, 1964, 1965, 1967, 1968, 1969 e 1970                                                             | 78 lances livres       | [ 63 ]        |        |
| Mais rebotes no All-Star Game                        | Wilt Chamberlain      | Estados Unidos | 1960, 1961, 1962, 1963, 1964, 1965, 1966, 1967, 1968, 1969, 1971, 1972 e 1973                                                 | 197 rebotes            | [ 63 ]        |        |
| Mais rebotes por jogo no All-Star Game               | Bob Pettit            | Estados Unidos | 1955, 1956, 1957, 1958, 1959, 1960, 1961, 1962, 1963, 1964 e 1965                                                             | 16,2 rebotes/jogo      | [ 63 ]        |        |
| Mais rebotes ofensivos no All-Star Game              | Moses Malone          | Estados Unidos | 1978, 1979, 1980, 1981, 1982, 1983, 1984, 1985, 1986, 1987, 1988 e 1989                                                       | 44 rebotes             | [ 63 ]        |        |
| Mais rebotes defensivos no All-Star Game             | Tim Duncan            | Estados Unidos | 1998, 2000, 2001, 2002, 2003, 2004, 2005, 2006, 2007, 2008, 2009, 2010, 2011, 2013 e 2015                                     | 98 rebotes             | [ 63 ]        |        |
| Mais assistências no All-Star Game                   | Chris Paul            | Estados Unidos | 2008, 2009, 2010, 2011, 2012, 2013, 2014, 2015, 2016, 2020 e 2021                                                             | 128 assistências       | [ 63 ]        |        |
| Mais assistências por jogo no All-Star Game          | Chris Paul            | Estados Unidos | 2008, 2009, 2010, 2011, 2012, 2013, 2014, 2015, 2016, 2020 e 2021                                                             | 12,8 assistências/jogo | [ 63 ]        |        |
| Mais roubos de bola no All-Star Game                 | Kobe Bryant           | Estados Unidos | 1998, 2000, 2001, 2002, 2003, 2004, 2005, 2006, 2007, 2008, 2009, 2010, 2011, 2012, 2013, 2014, 2015 e 2016                   | 38 roubos de bola      | [ 63 ]        |        |
| Mais tocos no All-Star Game                          | Kareem Abdul-Jabbar   | Estados Unidos | 1970, 1971, 1972, 1973, 1974, 1975, 1976, 1977, 1979, 1980, 1981, 1982, 1983, 1984, 1985, 1986, 1987, 1988 e 1989             | 31 tocos               | [ 63 ]        |        |
| Mais vezes ganhou o concurso de enterradas           | Nate Robinson         | Estados Unidos | 2006, 2009, 2010 | 3 vezes                | [ 66 ]        |        |
| Mais jovem a ganhar o concurso de enterradas         | Kobe Bryant           | Estados Unidos | 1997 | 18 anos                | [ 67 ]        |        |
| Mais vezes ganhou o concurso de cestas de 3          | Larry Bird            | Estados Unidos | 1986, 1987, 1988 | 3 vezes                | [ 68 ]        |        |
| Mais vezes ganhou o concurso de cestas de 3          | Craig Hodges          | Estados Unidos | 1990, 1991, 1992 | 3 vezes                | [ 68 ]        |        |
| Mais jovem a ser selecionado para o All-Star Game    | Kobe Bryant           | Estados Unidos | 1998 | 19 anos e 169 dias     | [ 69 ]        |        |
| Mais jovem a ganhar o MVP do All-Star Game           | LeBron James          | Estados Unidos | 2006 | 21 anos e 51 dias      | [ 70 ]        |        |
| Eleito mais vezes como o MVP do All-Star Game        | Bob Pettit            | Estados Unidos | 1956, 1958, 1959, 1962 | 4 vezes                | [ 64 ]        |        |
| Eleito mais vezes como o MVP do All-Star Game        | Kobe Bryant           | Estados Unidos | 2002, 2007, 2009 e 2011 | 4 vezes                | [ 64 ]        |        |

## Técnicos
|                                                 | Nome             | Nacionalidade  | Ano                                                                             | Detalhes                     | Ref    | Imagem |
| ----------------------------------------------- | ---------------- | -------------- | ------------------------------------------------------------------------------- | ---------------------------- | ------ | ------ |
| Mais títulos                                    | Phil Jackson     | Estados Unidos | 1991–1993, 1996–1998 (Chicago Bulls), 2000–2002, 2009–2010 (Los Angeles Lakers) | 11 títulos                   | [ 71 ] |        |
| Mais tempo consecutivo à frente de uma franquia | Gregg Popovich   | Estados Unidos | 10 de dezembro de 1996 – presente (San Antonio Spurs)                           | 24 anos consecutivos (ativo) | [ 72 ] |        |
| Mais jovem da história                          | Dave DeBusschere | Estados Unidos | 1964 (Detroit Pistons)                                                          | 24 anos                      | [ 73 ] |        |

## Outros
|                                                            | Nome/Ano                               | Nacionalidade/Local                    | Detalhes                                      | Ref.          | Imagem |
| ---------------------------------------------------------- | -------------------------------------- | -------------------------------------- | --------------------------------------------- | ------------- | ------ |
| Maior público                                              | All-Star Game de 2010                  | Cowboys Stadium, Arlington, Texas      | 108.713 pessoas                               | [ 74 ]        |        |
| Maior estádio/arena (número de espectadores para basquete) | United Center — Arena do Chicago Bulls | Estados Unidos — Localizado em Chicago | Capacidade máxima de 20.917 espectadores      | [ 75 ]        |        |
| Jogo de NBA All-Star Game com mais pontos sem prorrogação  | 2017                                   | Estados Unidos                         | Oeste 192 x 182 Leste (374 pontos)            | [ 76 ] [ 77 ] |        |
| Jogo de NBA All-Star Game com mais pontos na história      | 2017                                   | Estados Unidos                         | Oeste 192 x 182 Leste (374 pontos)            | [ 76 ] [ 77 ] |        |
| Jogo de NBA All-Star Game com menos pontos na história     | 1953                                   | Estados Unidos                         | Oeste 79 x 75 Leste (154 pontos)              | [ 77 ] [ 78 ] |        |
| Pessoa com mais títulos                                    | Phil Jackson                           | Estados Unidos                         | 13 títulos — 11 como técnico e 2 como jogador | [ 79 ] [ 80 ] |        |